# Питер-Кристиан Оранский-Нассау, ван Волленховен
Питер-Кристиан Оранский-Нассау, ван Волленховен (нидерл. Pieter-Christiaan van Oranje-Nassau, Van Vollenhoven; род. 22 марта 1972, Неймеген) — принц Нидерландов, предприниматель.

## Биография
Питер-Кристиан родился 22 марта 1972 года в Неймегене в семье принцессы Маргариты Нидерландской и её супруга Питера ван Волленховена. У него два старших брата, принцы Мауриц (род. 1968) и Бернхард (род. 1969), а также младший брат, Флорис (род. 1975).
Питер-Кристиан получив среднее образование, поступил на военную службу в Роял Маршоссе, после окончания которой был зачислен в запас в звании подполковника. После окончания военной службы поступил в Утрехтский университет, который закончил в степени магистра права.
С 2000 по 2003 годы Питер-Кристиан работал в компании Equity Capital Market. 
С марта 2004 года Питер-Кристиан работал специалистом по маркетинговой стратегии в компании Shopservices.
В апреле 2015 года Питер-Кристиан стал председателем Консультативного совета консалтинговой компании EMG Group в области корпоративной социальной ответственности и устойчивого развития. Помимо принца Питера-Кристана в совет также входит бывший министр страны по вопросам окружающей среды Дании Ида Окен.

## Семья
В августа 2005 года Питер-Кристиан женился на Аните ван Эйк (род. 1969), но поскольку брак не был одобрен парламентом страны, он потерял право на наследование трона. У пары 2 детей:
- Эмма Франциска Катарина ван Волленховен (род. 28 ноября 2006 года);
- Питер Антон Мауриц Эрик ван Волленховен (род. 19 ноября 2008 года).